# Kidderia bicolor
Kidderia bicolor is een tweekleppigensoort uit de familie van de Cyamiidae. De wetenschappelijke naam van de soort is voor het eerst geldig gepubliceerd in 1885 door Martens.